# フォレ族
フォレ族（フォレぞく、Fore）は、パプアニューギニアに住む少数民族。

## 居住地
ニューギニア東部高地のワネビンチ山の真北にあたる降雨林の海抜1200～2700mにかけて住んでいる。

## 生活
多くのニューギニア高地人と同じく、養豚とサツマイモ耕作を生業とする。
フォレ族は父系集団に分かれて孤立的な小村落で暮らす。男子は男子集会所を持つ。個人は数部落の地域内で居住地を持つことが出来る。結婚は夫方と妻方での相互交換が考慮されたうえで決められる。
近年、コーヒー栽培を始めてから居住地が定まりだした。

## 風土病
フォレ族はクールー病の罹患者が多く、フォレ族の風土病とされる。これはフォレ族が死者を食し、近親者が再び生きた人間の一部となり村に存在し続けると信じられていたことから、クールー病の原因であるプリオンが食人行為により摂取されるためである。フォレ族の食人は性別で食べる部位が異なる。男性は筋肉、女性は脳と腸を食すのが習わしであった。
2021年現在、フォレ族から食人習慣が失われておよそ60年経過しており、フォレ族からクールー病は根絶された。

## 言語
トランス・ニューギニア語族のうちゴロカ語族(英: Goroka family)に分類される言語であるフォレ語を用いる。